# Ungarische Platterbse
Die Ungarische Platterbse (Lathyrus pannonicus), auch Pannonien-Platterbse genannt, ist eine Pflanzenart aus der Gattung Platterbsen (Lathyrus) in der Unterfamilie der Schmetterlingsblütler (Faboideae).

## Beschreibung

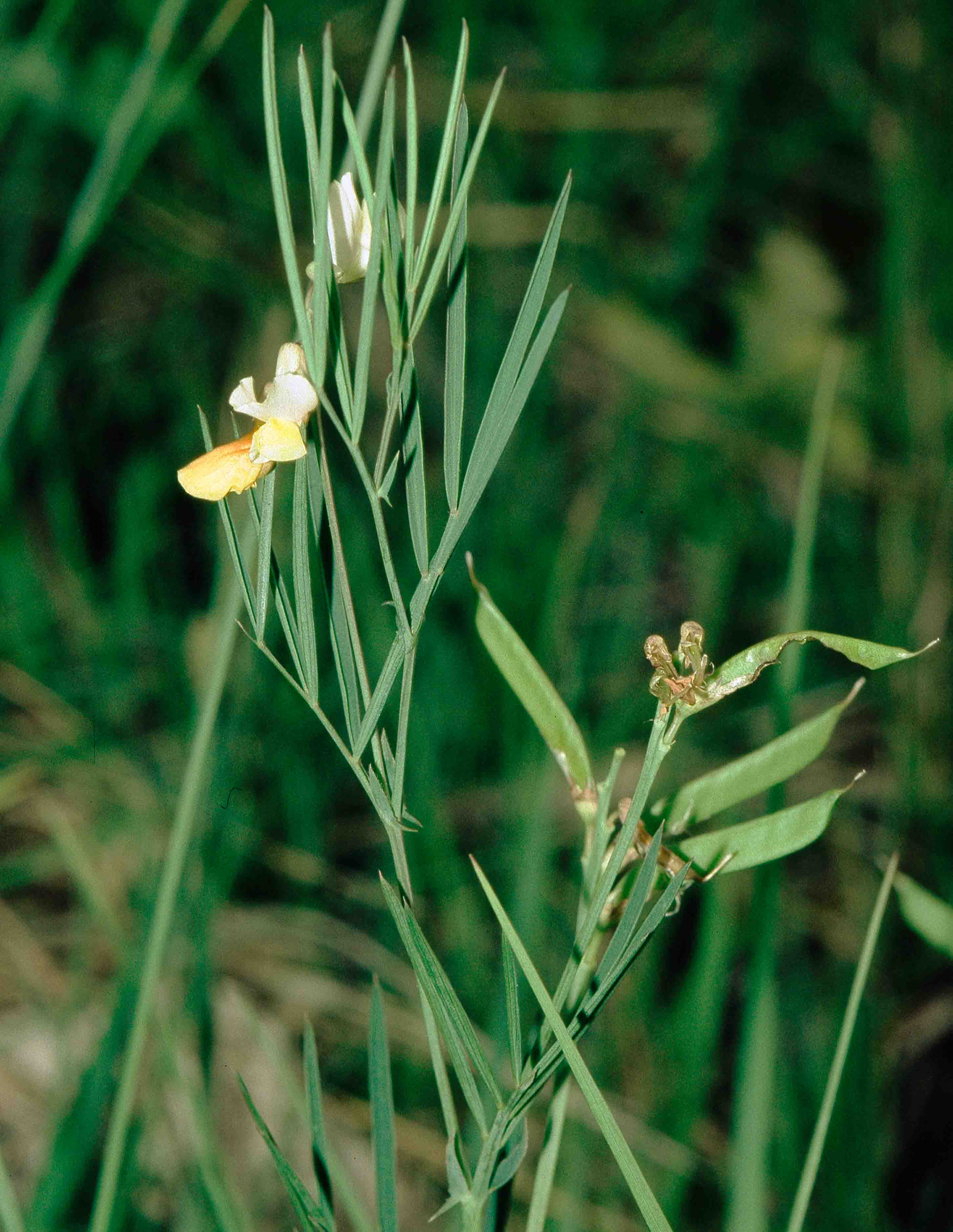
Habitus, Blüte und Hülsenfrüchte

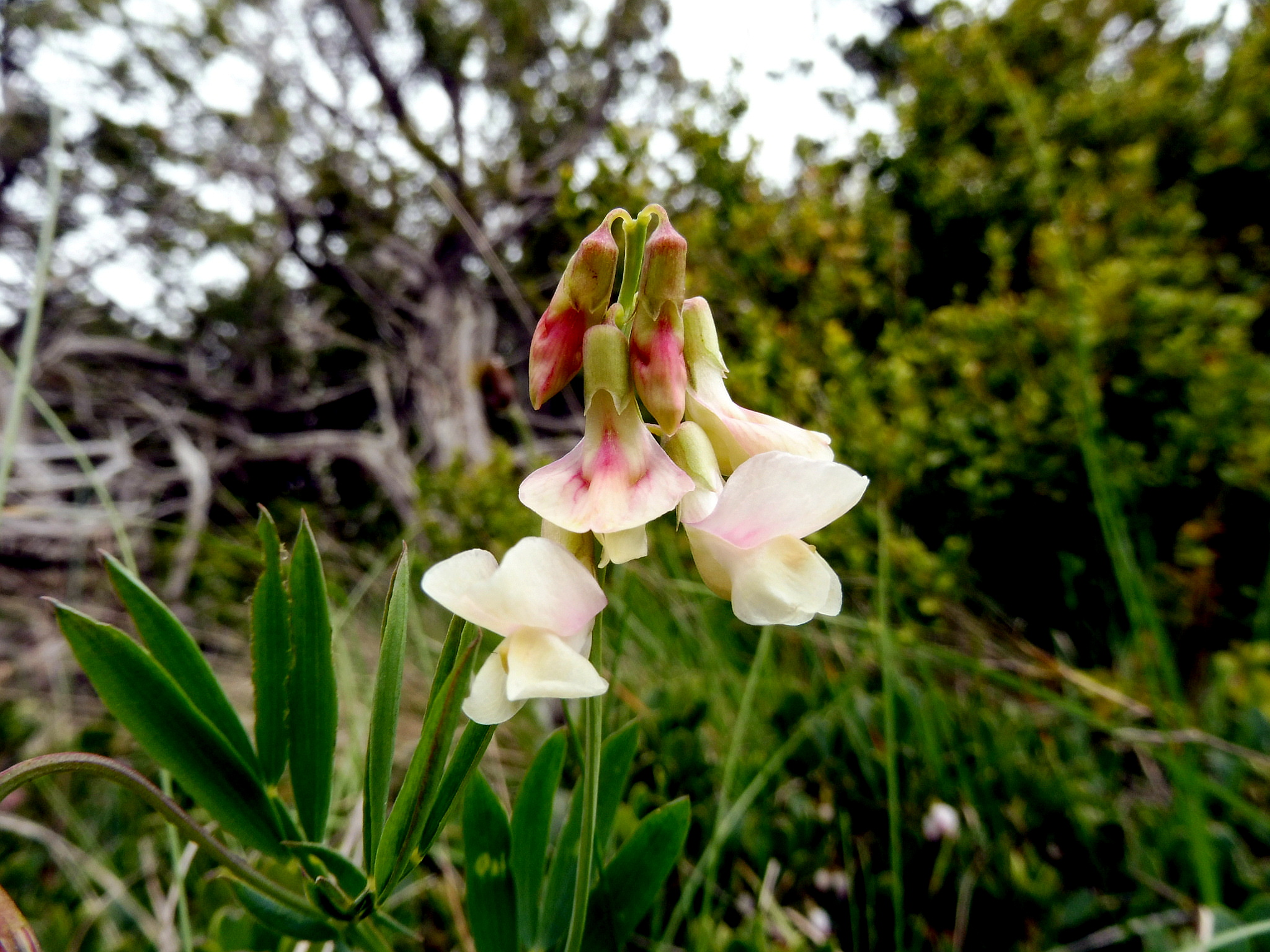
Lathyrus pannonicus subsp. hispanicus in Katalonien

### Erscheinungsbild und Blatt
Die Ungarische Platterbse ist eine ausdauernde krautige Pflanze, die Wuchshöhen von 25 bis 50 cm erreicht. Sie besitzt einen kriechenden „Wurzelstock“ und mehr oder weniger spindel- bis keulenförmig verdickter Wurzel. Die oberirdischen vegetativen Pflanzenteile sind frischgrün und meist ganz kahl. Der aufrechte oder aufsteigende Stängel ist einfach oder am Grunde verzweigt, meist starr, ungeflügelt, vierkantig und gerieft.
Die Laubblätter besitzen eine deutlich geflügelte, etwa 2 bis 3 cm lange, in eine lanzettliche, fast blättchenartige Spitze endende Spindel. Sie haben zwei oder drei Paar voneinander entfernter Blättchen. Diese sind schmal-lanzettlich bis lineal, 2 bis 7 cm lang und 2 bis 3 mm breit, spitz, mit drei oder fünf parallelen, wenig vortretenden Nerven und ziemlich dünn. Die Nebenblätter sind schmal halbpfeilförmig und meist kürzer als der Blattstiel.

### Blütenstand und Blüte
Die Blütezeit reicht von Mai und Juni. Die traubigen Blütenstände sind meist aufrecht sowie einseitig ausgebildet und sie können kürzer, aber auch länger als der Blattstiel sein. Die Blütenstände enthalten vier bis acht Blüten. Die Blüten befinden sich abstehend bis nickend an dünnen Blütenstielen in den Achseln pfriemlicher, hinfälliger Tragblätter.
Die zwittrigen Blüten sind 12 bis 17 mm lang, zygomorph und fünfzählig mit doppelter Blütenhülle. Die fünf Kelchblätter sind schief, glockig verwachsen. Von den fünf lanzettlichen, etwas behaarten Kelchzähne sind die unteren etwa halb so lang wie die Kelchröhre, die oberen sind viel kürzer und neigen sich zusammen. Die mehr oder weniger gelblich-weißen Kronblätter stehen in der typischen Form der Schmetterlingsblüte zusammen. Die Fahne oft rötlich überlaufen.

### Frucht und Samen
Die aufrechten Hülsenfrüchte sind bei einer Länge von 3 bis 6 cm sowie einer Breite von 3 bis 5 mm linealisch, flach, kahl, glatt, schwach nervig und in reifem Zustand von rotbrauner Farbe. Die Samen sind abgeflacht, etwa 2,5 bis 3 mm lang, glatt, braun und oft gefleckt.

### Chromosomensatz
Die Chromosomenzahl beträgt 2n = 14.

## Vorkommen und Gefährdung
Die Ungarische Platterbse ist von Spanien und Südfrankreich, von Norditalien bis zur Balkanhalbinsel, Tschechien, Ungarn, Russland, der Ukraine und auf der Krim verbreitet, sowie disjunkt im Altai-Gebirge und in Deutschland (vgl. auch die Verbreitung der Unterarten).
Die Ungarische Platterbse wächst in feuchten bis trockenen Magerwiesen und lichten Gebüschen.
Sie kommt in Deutschland lediglich an zwei Fundorten im westlichen Keuper-Lias-Gebiet bei Tübingen sowie an zwei Orten in Rheinland-Pfalz bei Gau-Algesheim vor. Die Ungarische Platterbse ist in Deutschland nur mit einer Intermediärform Lathyrus pannonicus subsp. collinus (Ortm.) Soó vertreten, die durch Wurzelstöcke mit mehr als 8 cm Länge gekennzeichnet ist. Da die für diese Unterart typische Wurzellänge von 10 bis 20 cm jedoch nicht erreicht, diejenige der Lathyrus pannonicus Jacq. subsp. pannonicus (Heimat: Böhmen, Ungarn usw.) von 5 cm jedoch deutlich überschritten wird, dürften die heimischen Populationen als Intermediärformen gedeutet werden. Dies könnte darauf hinweisen, dass die Einwanderung dieser seltenen Art eher aus dem Westen (der Heimat der Lathyrus pannonicus subsp. collinus) stattgefunden hat.
In Österreich treten zwei Unterarten im pannonischen Gebiet der Bundesländer Wien, Niederösterreich und Burgenland auf der collinen bis submontanen Höhenstufe auf. Lathyrus pannonicus subsp. collinus findet man selten auf feuchten und wechselnassen Magerwiesen und Sumpfwiesen. Lathyrus pannonicus subsp. pannonicus tritt sehr selten auf trockenen bis wechselfeuchten Magerwiesen auf.
Lathyrus pannonicus ist in Deutschland äußerst selten. Sie ist hier eine territoriale Charakterart des Geranio-Peucedanetum cervariae. Sie ist nach BArtSchV als besonders geschützt eingestuft. Das Sammeln bzw. Herbarisieren dieser Art ist nach der aktuellen BArtSchV streng verboten und kann mit empfindlichen Geldstrafen geahndet werden. Gefährdung in Deutschland: Kategorie 2: stark gefährdet.

## Taxonomie und Systematik
Die Ungarische Platterbse wurde 1762 als Orobus pannonicus von Nicolaus Joseph von Jacquin in Nicolai Josephi Jacquin Enumeratio stirpium plerarumque, quae sponte crescunt in agro vindobonensi, montibusque confinibus Seite 128 erstbeschrieben. Die Art wurde 1863 von Christian August Friedrich Garcke in Flora von Nord- und Mittel-Deutschland 6. Auflage Seite 112 als Lathyrus pannonicus (Jacq.) Garcke in die Gattung Lathyrus gestellt. 
Man kann bei der Ungarischen Platterbse die folgenden Unterarten unterscheiden:
- Lathyrus pannonicus (Jacq.) Garcke subsp. pannonicus: Sie kommt in Mitteleuropa und in Südosteuropa vor.[3]
- Lathyrus pannonicus subsp. asphodeloides (Gouan) Bässler: Sie kommt nur in Frankreich, in Deutschland und in Italien vor.[3]
- Lathyrus pannonicus subsp. collinus (J. Ortmann) Soó: Sie kommt nur von Frankreich bis zur Ukraine und Russland vor.[3]
- Lathyrus pannonicus subsp. hispanicus (Lacaita) Bässler: Sie kommt nur in Spanien und in der Ukraine vor.[3]
- Lathyrus pannonicus subsp. varius (Hill) P. W. Ball: Sie kommt nur in Italien, Albanien, Bulgarien und im früheren Jugoslawien vor.[3]